# Rathenow
Rathenow (pr. ˈʁaːtənoː) è una città di 24 918 abitanti del Brandeburgo, in Germania.

È il capoluogo, ma non il centro maggiore, del circondario della Havelland.
Rathenow ha lo status di "Media città di circondario" (Mittlere kreisangehörige Stadt).
Dal 13 maggio 2013 la città si fregia del titolo di Stadt der Optik ("città dell'ottica").

## Geografia fisica
Rathenow sorge sul fiume Havel.

## Società

### Evoluzione demografica
- Sviluppo della popolazione dal 1875 entro gli attuali confini (Linea Blu: Popolazione; Linea puntata: Confronto dello sviluppo della popolazione dello stato del Brandenburgo; Sfondo grigio: Ai tempi del governo nazista; Sfondo rosso: Al tempo del governo comunista)
- Sviluppo recente della popolazione (Linea blu) e previsioni

| Anno | Abitanti |
| ---- | -------- |
| 1875 | 12 443   |
| 1890 | 18 841   |
| 1910 | 29 125   |
| 1925 | 32 056   |
| 1933 | 32 779   |
| 1939 | 37 449   |
| 1946 | 34 005   |
| 1950 | 32 254   |
| 1964 | 31 083   |
| 1971 | 31 834   |
| 1981 | 33 952   |

| Anno | Abitanti |
| ---- | -------- |
| 1985 | 33 312   |
| 1989 | 32 721   |
| 1990 | 31 945   |
| 1991 | 30 959   |
| 1992 | 30 973   |
| 1993 | 30 729   |
| 1994 | 30 649   |
| 1995 | 30 498   |
| 1996 | 30 277   |
| 1997 | 30 066   |

| Anno | Abitanti |
| ---- | -------- |
| 1998 | 29 688   |
| 1999 | 29 285   |
| 2000 | 28 811   |
| 2001 | 28 476   |
| 2002 | 28 000   |
| 2003 | 27 558   |
| 2004 | 27 230   |
| 2005 | 26 973   |
| 2006 | 26 640   |
| 2007 | 26 265   |

| Anno | Abitanti |
| ---- | -------- |
| 2008 | 25 791   |
| 2009 | 25 515   |
| 2010 | 25 301   |
| 2011 | 24 348   |
| 2012 | 24 253   |
| 2013 | 24 164   |
| 2014 | 24 127   |
| 2015 | 24 387   |
| 2016 | 24 243   |
| 2017 | 24 309   |

| Anno | Abitanti |
| ---- | -------- |
| 2018 | 24 309   |
| 2019 | 24 208   |
| 2020 | 24 179   |

Fonti dei dati sono nel dettaglio nelle Wikimedia Commons..

## Geografia antropica
Appartengono alla città di Rathenow le frazioni (Ortsteil) di Böhne, Göttlin, Grütz, Semlin e Steckelsdorf.

## Amministrazione

### Gemellaggi
Rathenow è gemellata con:
- Rendsburg, dal 1990
- Złotów, dal 1991